# الأربعون الصحيحة فيما دون أجر المنيحة
الأربعون الصحيحة فيما دون أجر المنيحة، وهو كتاب من تأليف يوسف محمد مسعود السرمري، وهو عالم في الحديث النبوي والفقه والنحو والبلاغة والمنطق وله مؤلفات كثيرة، وذو فنون كثيرة.
ولد يوسف السرمري عام 696 هـ، في سر من رأى، وهي مدينة سامراء حاليا، وسمع ببغداد من الصفي عبد المؤمن بن عبد الحق، وأبي الثناء محمود بن علي الدقوقي، وغيرهما.
ولقد ألف كتابه الأربعون الصحيحة على حديث للنبي محمد: ((أربعون خصلة، أعلاهن منيحة العنز، ما من عامل يعمل بخصلة منها رجاء ثوابها وتصديق موعودها، إلا أدخله الله بها الجنة)).
والمنيحة هي المنحة أو العطية، أو العارية، وفي الحديث تكريس لقاعدة التكافل الاجتماعي في الإسلام حيث يعطى الرجل صاحبه ناقة أو شاة، ينتفع بحلبها ووبرها زمنا ثم يردها، وقد يقيس العلماء على هذا أشياء وأشياء خاصة في العصر الحديث، والذي تنوعت فيه أساليب المعيشة.
ومنها رد السلام، وتشميت العاطس، وإماطة الأذى عن الطريق، وعيادة المريض، وإعانة الصانع، والكلام الطيب وغيرها من الخصال الحميدة، وكلها في الأحاديث الصحيحة عن النبي محمد .
وقد حرص مؤلف الكتاب على أن تكون الأحاديث الأربعون من كتاب صحيح البخاري وكتاب صحيح مسلم، متفقا عليها أو بأنفراد أحدهما.